# Suicide Hill
Suicide Hill – kompleks skoczni narciarskich w Stanach Zjednoczonych, w miejscowości Ishpeming.
Turnieje w skokach narciarskich organizowano w Ishpeming już w latach 80. XIX wieku. Skocznię narciarską Suicide Hill otwarto w 1926. Swą nazwę otrzymała po tym, gdy urazowi uległ na niej skoczek Walter Anderson. Kompleks przebudowano w 1972, a w 2009 wyposażono mniejsze obiekty w igelit.